# Unidos por la paz
Unidos por la paz es un álbum en directo conformado por dos discos (CD), de la banda de rock pop mexicana Maná.
En el concierto realizado en el Estadio Azteca de la Ciudad de México hubo una afluencia de 104,000 personas. El evento fue un recital de rock pop estelarizado por Maná y Jaguares en beneficio del estado mexicano de Chiapas.
El espectáculo de cuatro horas comenzó con una danza de 200 niños. Fue televisado en más de 20 países.

## Lista de canciones

### CD 1
| #  | Título                    | Duración |
| -- | ------------------------- | -------- |
| 1. | Oye mi amor               | 5:19     |
| 2. | Hechicera                 | 5:30     |
| 3. | Falta amor                | 4:43     |
| 4. | Cuando los ángeles lloran | 7:16     |
| 5. | Selva negra               | 5:07     |
| 6. | Desapariciones            | 6:39     |
| 7. | Como te deseo             | 6:35     |
| 8. | Déjame entrar             | 5:15     |

### CD 2
| #  | Título                         | Duración |
| -- | ------------------------------ | -------- |
| 1. | Ana                            | 5:27     |
| 2. | ¿Dónde jugarán los niños?      | 4:47     |
| 3. | Te lloré un río/Vivir sin aire | 7:02     |
| 4. | Rayando el sol                 | 5:53     |
| 5. | En el muelle de San Blas       | 6:17     |
| 6. | Clavado en un bar              | 7:44     |
| 7. | La negra tomasa                | 3:57     |
| 8. | Give Peace a Chance            | 7:27     |